# سالکیم
سالکیم (به ترکی استانبولی: Salkım) یک منطقهٔ مسکونی در ترکیه است که در نیزیپ واقع شده‌است. سالکیم ۹۲۸ نفر جمعیت دارد و ۶۹۰ متر بالاتر از سطح دریا واقع شده‌است.